# Chemins de Fer Luxembourgeois

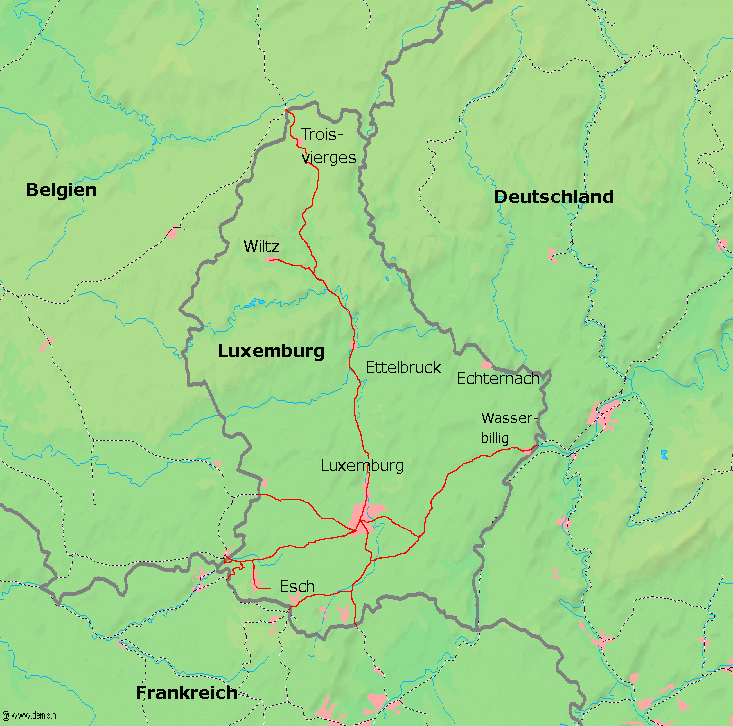
Järnvägsnätet i Luxemburg.

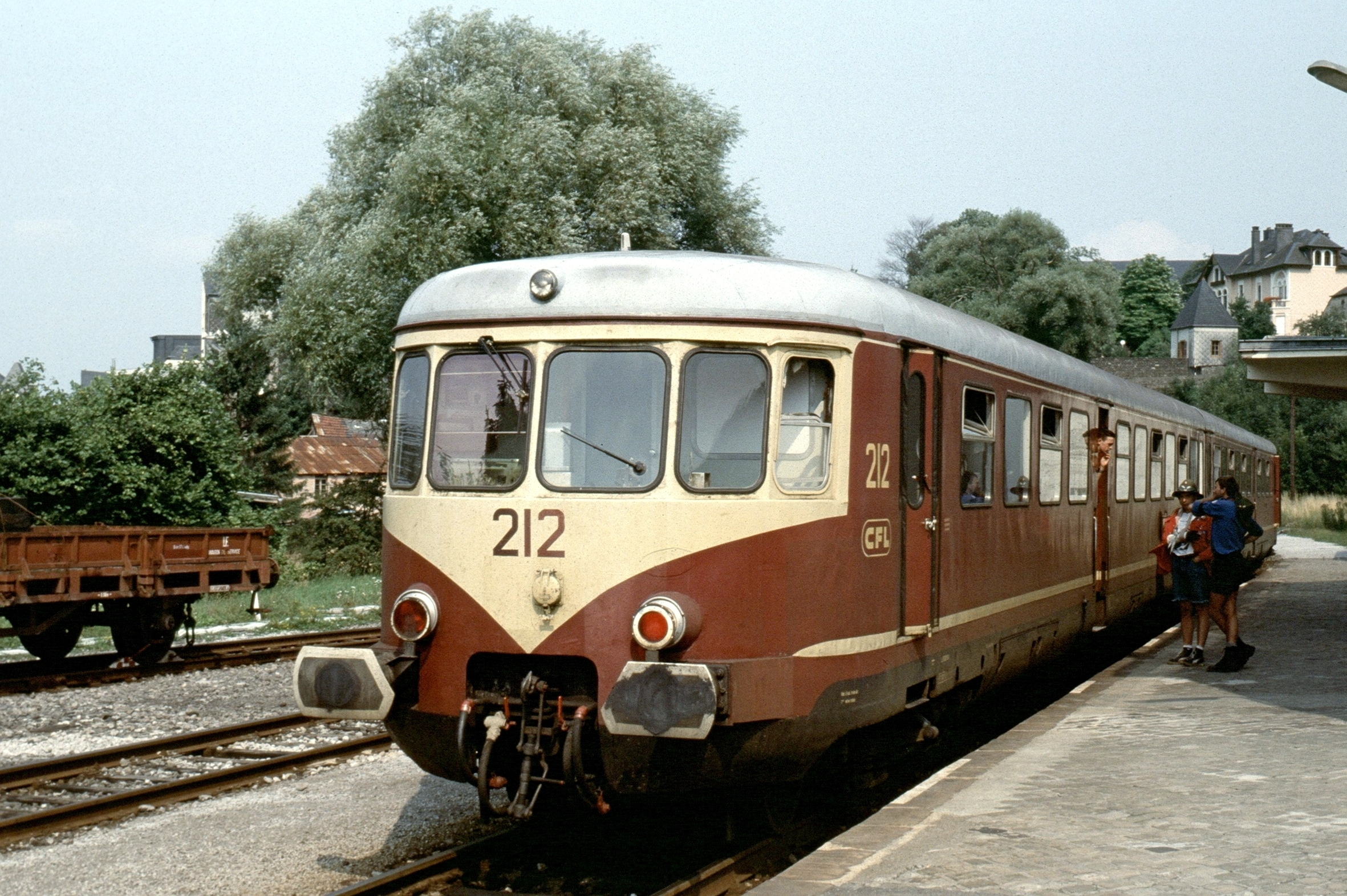
Motorvagn levererad av Westwaggon i Köln

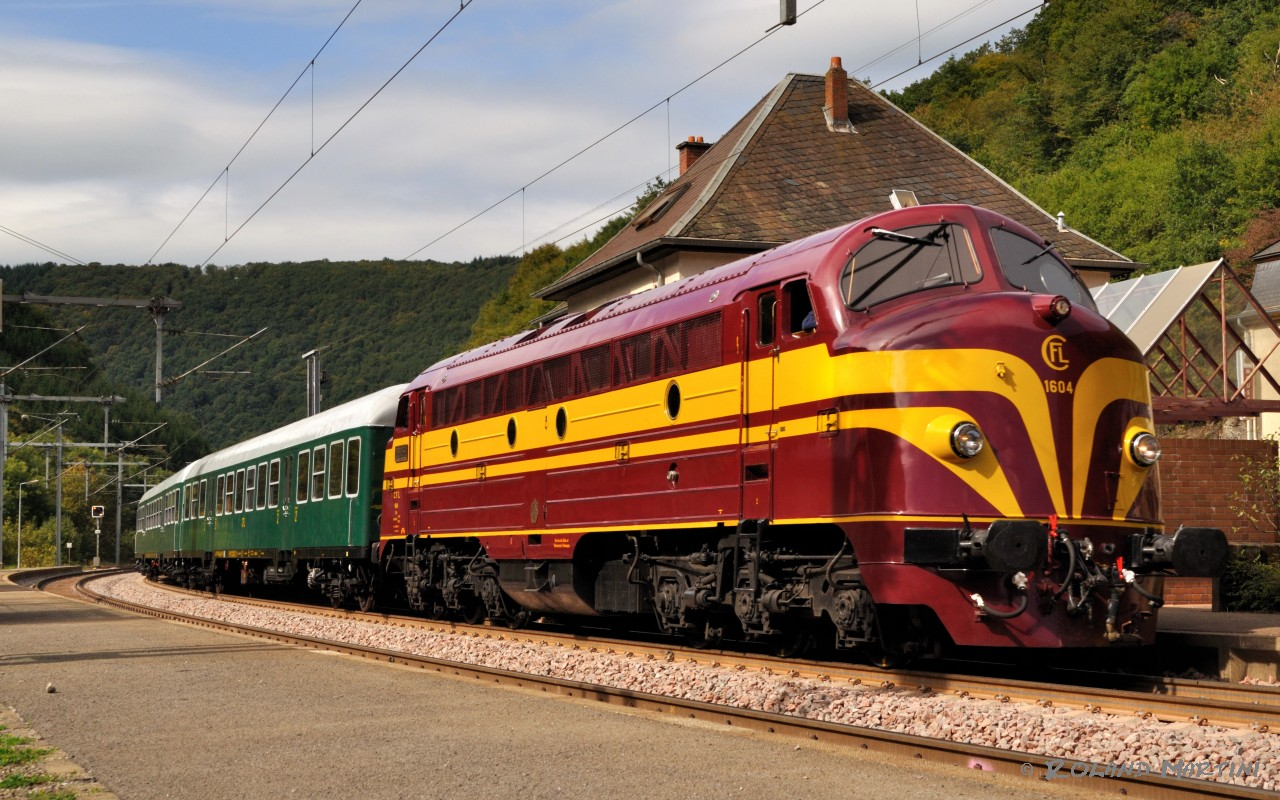
Diesellok, tillverkat av Nohab i Trollhättan

Chemins de Fer Luxembourgeois (CFL), sv: Luxemburgs järnväg är den luxemburgska statliga järnvägen. 2005 transporterade de 14,1 miljoner passagerare och omkring 11,7 miljoner ton gods. Företaget har 3090 anställda vilket gör det till den sjunde största arbetsgivaren i Luxemburg.
Järnvägsnätet i Luxemburg omfattar 275 km järnväg, varav 149 km dubbelspår. Större delen av järnvägsnätet är elektrifierat. Mestadels med 25 kV, 50 Hz, men det finns även 48 km elektrifierat med 3 kV likström.
Luxemburg gränsar till Belgien, Frankrike och Tyskland och har järnvägsförbindelse med samtliga grannländer. Vissa av dessa förbindelser körs av CFL, andra av SNCF, NMBS/SNCB eller DB.

## Persontrafik
Största delen av CFL:s passagerartåg körs med elektriska motorvagnar eller elloksdragna tåg med manövervagn i andra änden. CFL har dock två dieseldrivna motorvagnar samt även ett antal diesellok för godståg och växling. CFL marknadsför sin persontrafik som 6 stycken linjer.:
- Linje 10 Luxemburg - Troisvierges-frontière - Liège (Belgien), Kautenback - Wiltz och Ettelbrück - Diekirch
- Linje 30 Luxemburg – Wasserbillig-frontière - Trier (Tyskland)
- Linje 50 Luxemburg - Kleinbettingen-frontière - Bryssel (Belgien)
- Linje 60 Luxemburg - Thionville (Frankrike)/Volmerange-les-Mines (Frankrike)/Rumelange/Audun-le-Tiche (Frankrike) och Pétange - Esch-sur-Alzette
- Linje 70 Luxemburg - Pétange - Athus (Belgien)/Longuyon (Frankrike)
- Linje 80 Arlon (Belgien) - Rodange - Virton (Belgien)